# Tlôs
Tlôs ou Tlos (en grec ancien : Τλώς ou Τλῶς) est une cité antique en Lycie, dans le sud-ouest de la Turquie actuelle, près de l'actuelle ville de Seydikemer (province de Muğla). Bâtie sur une hauteur, elle est habitée depuis les royaumes antiques d'Anatolie. Elle est progressivement hellénisée puis rattachée à l'Empire romain tout en conservant des particularismes comme le culte du dieu Kronos, presque inconnu ailleurs. Plusieurs inscriptions et monuments, en élévation ou rupestres, attestent d'une vie locale active. Elle devient chrétienne sous l'Empire byzantin. Le site est de nouveau habité pendant la période ottomane avant de tomber à l'abandon et d'être redécouvert au XIXe siècle.

## Histoire

### Ve-IIemillénaire av. J.-C.

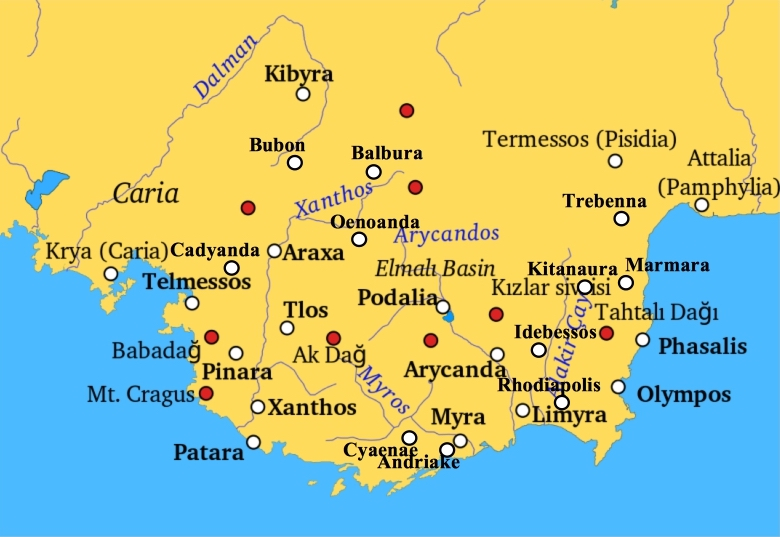
Carte des cités lyciennes antiques dont Tlôs.

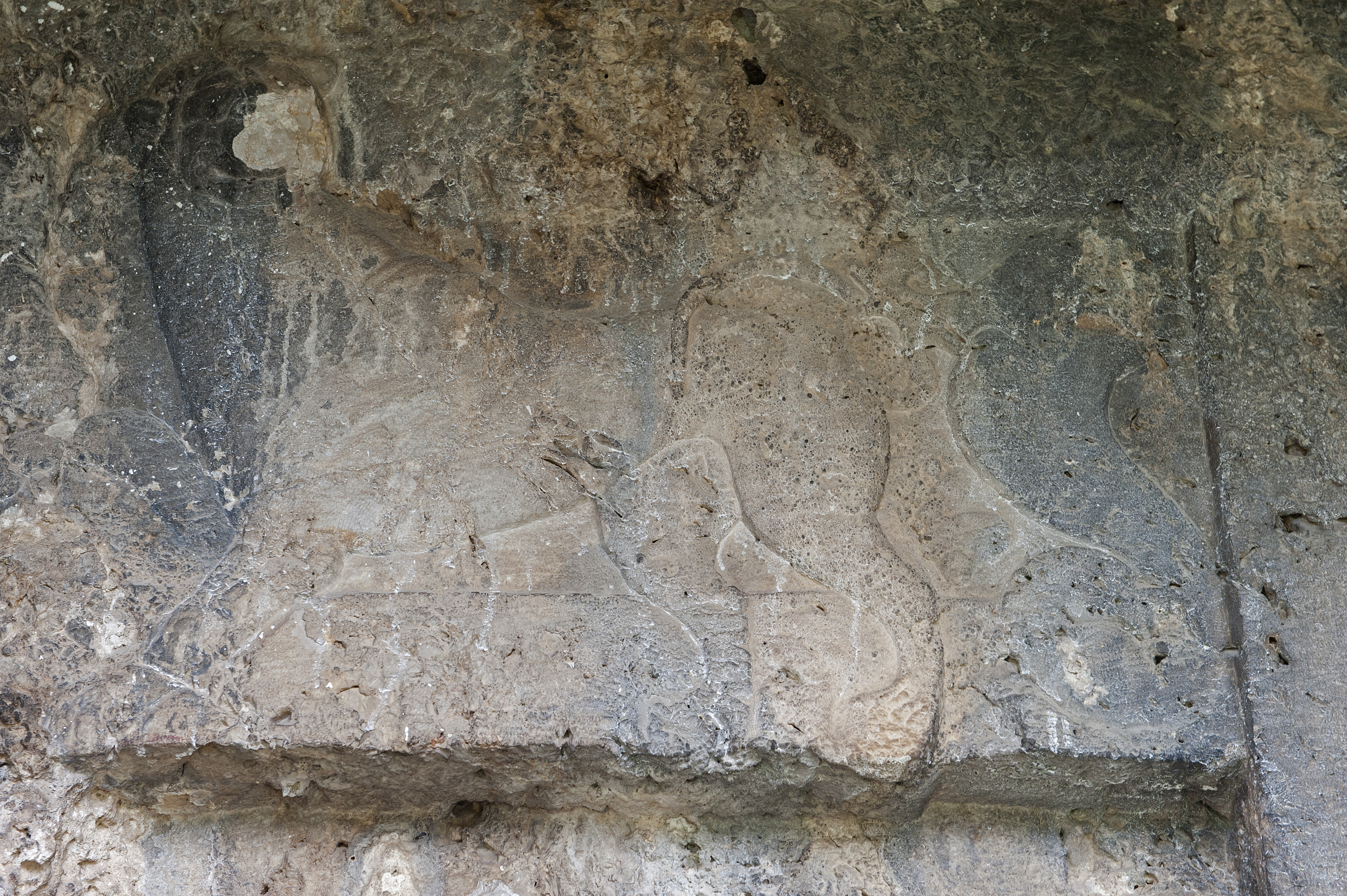
Bas-relief de la « tombe de Bellérophon » à Tlôs, 2011.

Le site antique de Tlôs est une acropole en haut d'une pente escarpée qui domine un passage étroit entre la moyenne et la haute vallée du fleuve Xanthe (actuel Eşen Çayı). Les archéologues Spratt et Forbes, qui découvrent le site au XIXe siècle, le décrivent comme « bâti sur le sommet d'une colline d'une grande hauteur, bordé par des précipices à pic et des ravins profonds ». Selon Ludwig Ross, « en murs verticaux s'élève ici le rocher géant de l'acropole antique au-dessus du ravin ; les parois sont pleines de grandes et magnifiques tombes rupestres lyciennes ». Il offre une vue étendue sur la citadelle de Pinara, le mont Kragos, la vallée du fleuve Xanthe ; au sud, la mer Méditerranée est visible avec le port de Patara.
Le site semble habité dès 4000 av. J.-C.. Les grottes de Tavabaşı  et Girmeler, sur le territoire de Tlôs, sont fréquentées dès le début du Néolithique ; l'acropole est habitée au moins à partir de l'Âge du Bronze final. Les inscriptions louvites mentionnent, dans le pays de Lukka (Lycie), les villes de Pinali, Winayawanda et Talawa qui peuvent correspondre à Pinara, Oinoanda et Tlôs. Des textes hittites parlent d'une cité appelée Dalawa qui pourrait être Tlos : Madduwatta, roi d'Arzawa vers 1300 av. J.-C., la détache de la souveraineté hittite qui est rétablie un demi-siècle plus tard par Tudhaliya IV.

### Iermillénaire avant J.-C. à 43 ap. J.-C.
Dans la mythologie grecque, Tlôs est connue comme le séjour de Bellérophon qui avait vaincu la Chimère et dompté le cheval ailé Pégase. Le poète Quintus de Smyrne dit qu'on montrait la tombe du héros non loin de la ville :

« Et pour lui, une tombe funèbre fut construite à partir des projectiles

près de l’enceinte et du tombeau du puissant Bellérophon,

dans l’illustre Tlos, près du rocher de la Titanide (Quintus de Smyrne, X, 161-163). »

La tombe royale qui domine le site est aujourd'hui présentée comme celle de Bellérophon.
Au Ve siècle av. J.-C., le poète grec Panyasis cite une ancienne légende étiologique selon laquelle les Termiles, nom que se donnaient à eux-mêmes les Lyciens, avaient pour héros éponyme Trémilès : ayant épousé la nymphe Ôgygyè, fille du fleuve Sibros (Xanthe), ils ont trois fils, Tlôos, Pinaros et Kragos, qui sont à l'origine des cités de Tlôs et Pinara, Kragos étant peut-être un ancien nom local de Sidyma.

« Or, là, demeurait le grand Trémilès et il épousa sa fille, la nymphe Ôgygyè, que l'on appelle Praxidikè, du Sibros, le fleuve d'argent, tournoyant près de là : les terribles enfants Tlôos, Xanthos, Pinaros et aussi Kragos, qui s'empara de toutes les terres. »

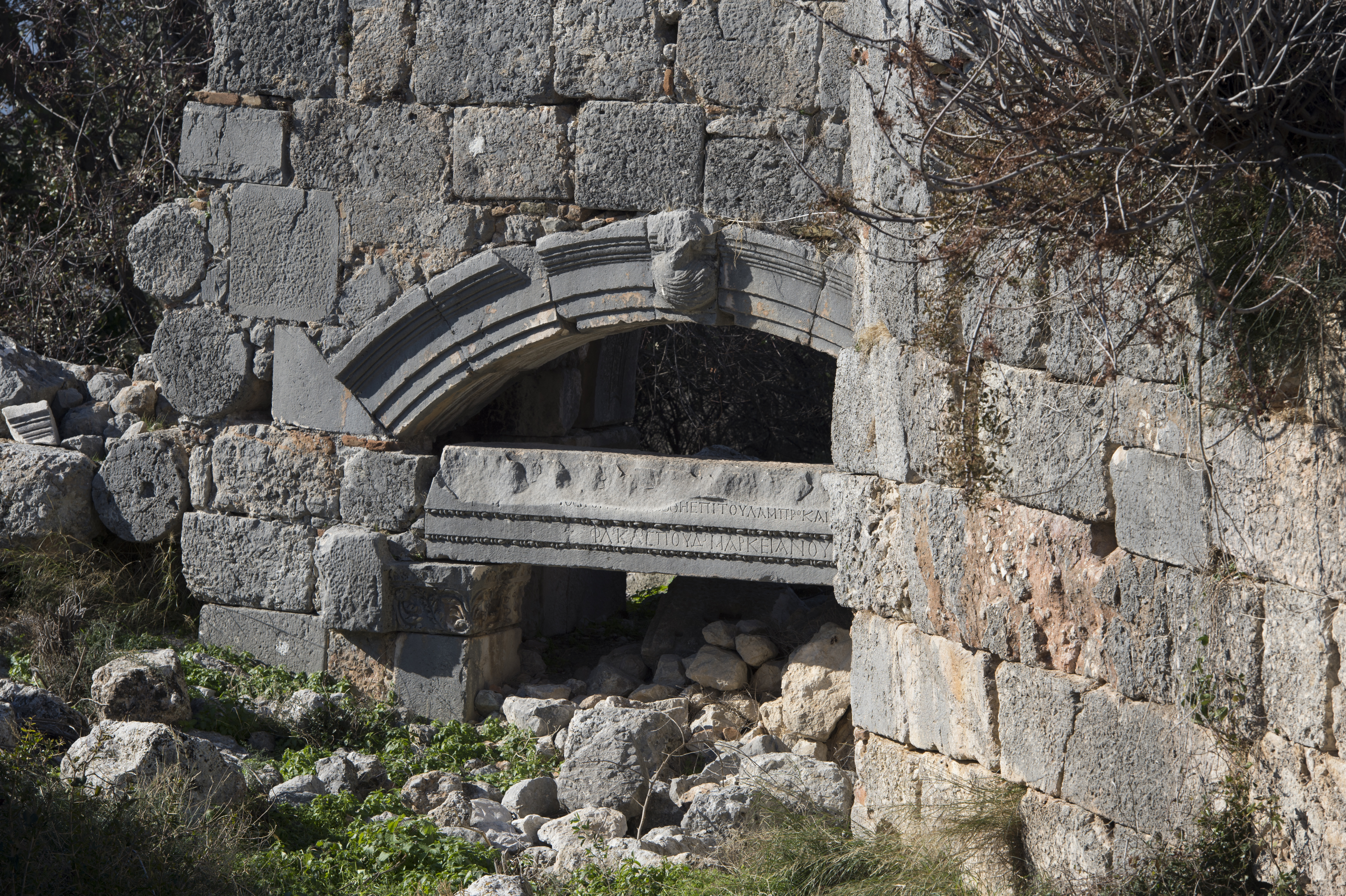
Portail avec inscription, entrée supposée du stade, 2013.

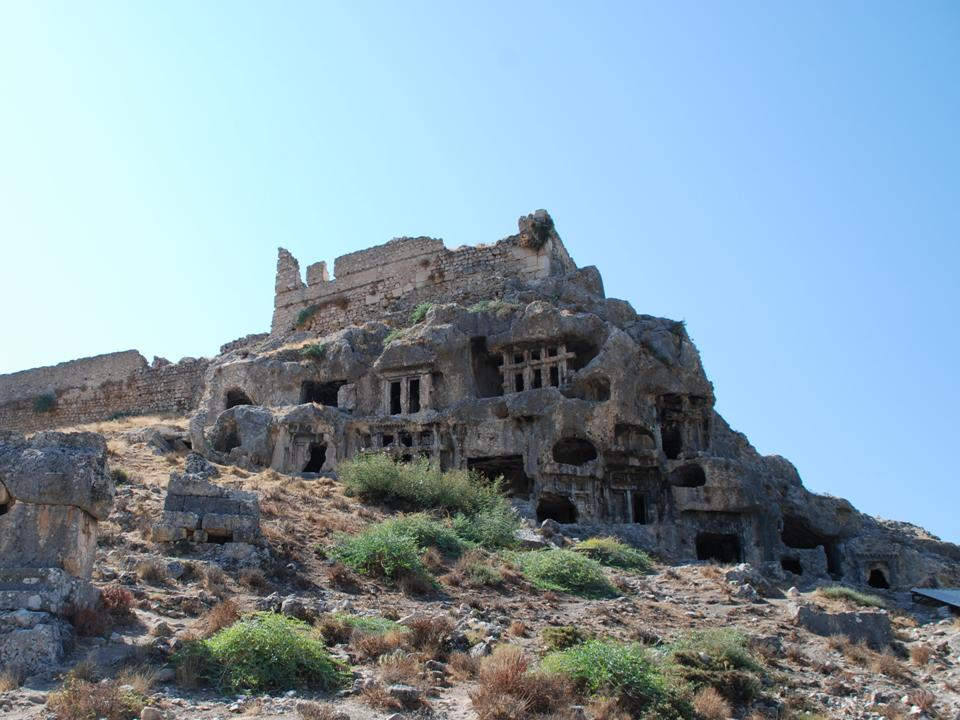
Tombes antiques à Tlos, 2013.

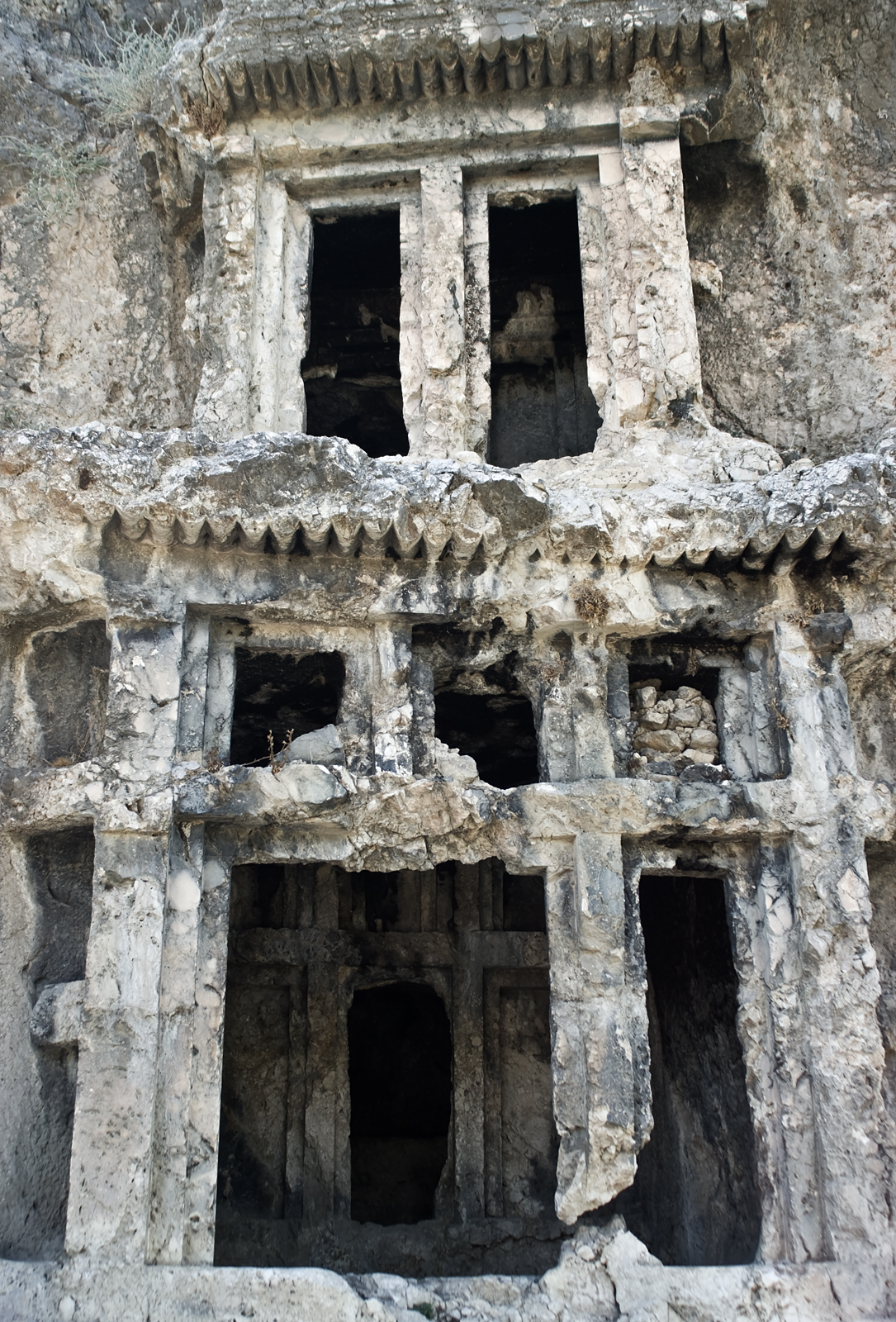
Tombes antiques à Tlos, 2012.

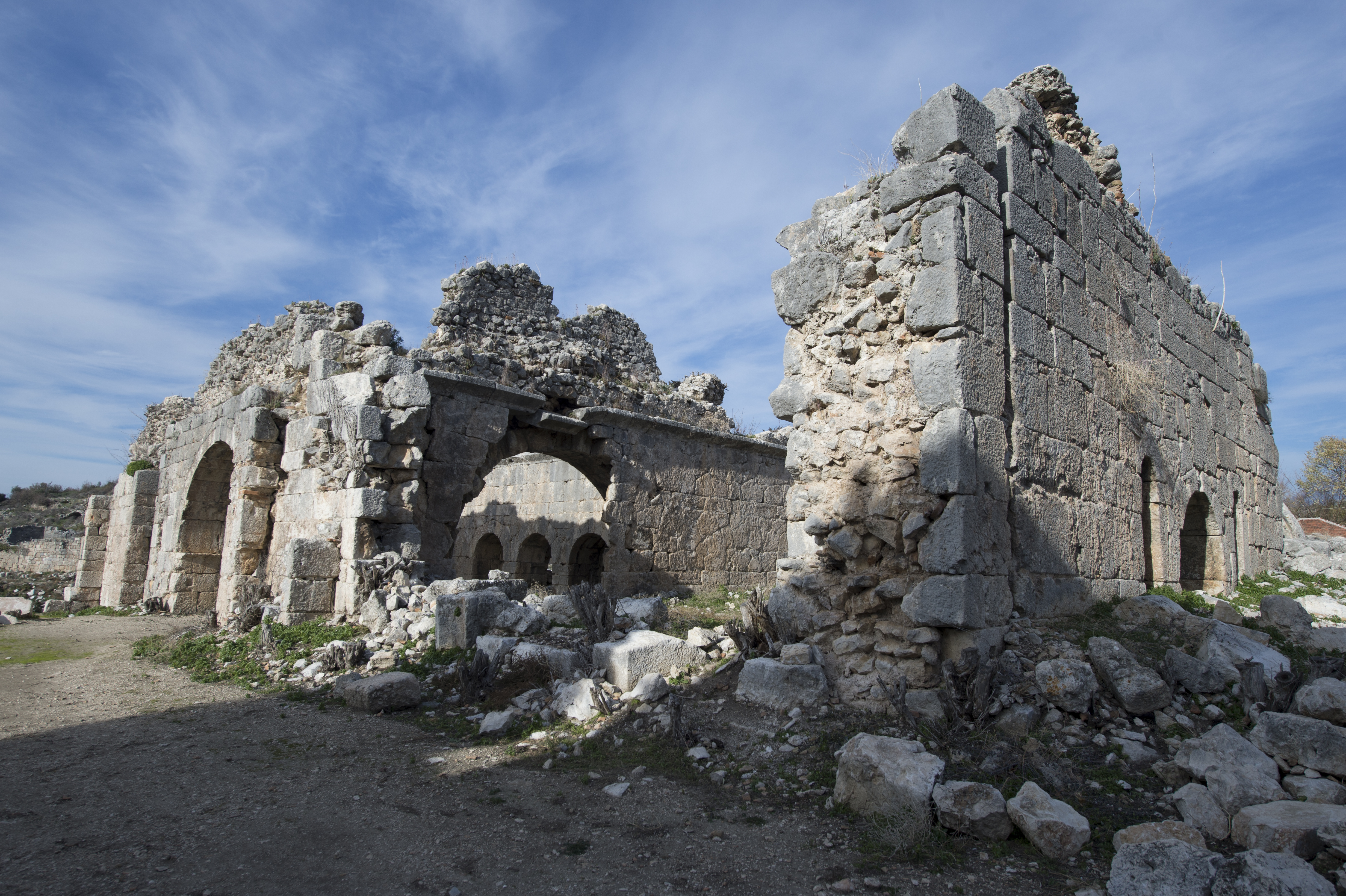
Les petits thermes d'époque romaine, 2013.

Dans ce passage, « Xanthos » est peut-être un adjectif, « blond », plutôt qu'un nom de ville. Cette généalogie varie d'une époque à l'autre : une chronique de la ville de Sidyma fait de Sidyma un fils de Tlôs tandis que le poète Ménécrate de Xanthe, au IVe siècle av. J.-C., fait de son héros éponyme Xanthos le père de Pinaros.
Au tournant des Ve et IVe siècles av. J.-C., une rivalité semble avoir opposé Xanthe à Tlôs et autres cités de la moyenne vallée du fleuve, ce que suggère la construction d'un mur défensif barrant la vallée en amont de Xanthe. Le dynaste lycien Arbinas, dans une inscription, se glorifie d'avoir conquis Xanthe, Pinara et Telmessos : il est possible qu'il ait eu sa capitale à Tlôs qui occupe une position stratégique dominante par rapport à ces trois villes.
Vers 370/360 av. J.-C., une inscription de Tlôs est dédiée par un nommé Izraza, « roi des Termiles » : elle traite de l'organisation du culte rendu à Tarqas, dieu de l'Orage, et à la Déesse Mère du Panthéon lycien. Tarqas est identifié tantôt à Zeus, tantôt à Kronos dont le culte, très exceptionnel dans le monde hellénistique, est attesté à Tlôs aux IIe – IIIe siècle de notre ère où on célèbre en son honneur un festival des Krôneia. Le rocher qui forme l'acropole de Tlôs passait pour avoir été lancé par Kronos tandis qu'un chaos rocheux proche était expliqué comme le lieu de la mort de Skylakeus, seul survivant de la guerre de Troie, qui avait été lapidé par les veuves furieuses.
Tlôs appartient à l'empire achéménide jusqu'en 333 av. J.-C. Alexandre le Grand, vainqueur des Perses, conquiert l'Asie mineure et la rattache à son empire. Après sa mort, la Lycie passe sous l'autorité de l'Égypte lagide, un des grands royaumes hellénistiques, jusqu'au début du IIIe siècle av. J.-C. En 197 av.J.-C., elle connaît une brève domination séleucide puis, en 168 av. J.-C., devient une des cités fondatrices de la Confédération lycienne : elle est une de ses principales villes et détient un triple droit de vote. Une épigramme l'époque hellénistique, transmise par Étienne de Byzance, nous fait connaître une victoire remportée par le stratège Néoptolémos sur les Galates, Agrianes et Péoniens : une statue lui est dédiée à Tlôs dans le temple des Trois Frères. Selon l'historien Louis Robert, ce texte, sans doute gravé à l'origine sur le socle, fait référence à l'invasion des Galates en Asie Mineure au IIIe siècle av. J.-C. : au cours de la Grande expédition de 279 av. J.-C., ils auraient recruté, de gré ou de force, des guerriers parmi les tribus thraces. Un autre peuple, les Pisidiens, est mentionné dans le texte : selon la lecture adoptée, ils auraient participé à la défense du pays avec les gens de Tlôs ou, au contraire, se seraient joints aux envahisseurs. Il est plus probable que ces montagnards de l'intérieur de l'Anatolie, suivant leur habitude ancienne, ont profité de l'invasion galate pour venir piller les régions côtières. Néoptolémos peut être identifié à un dignitaire connu de l'Égypte lagide et le temple des Trois Frères est associé à la légende des trois fils de Trémilès, éponymes des tribus lyciennes.
Une stèle trouvée au temple de la déesse Léto, sanctuaire  commun de la Confédération lycienne, probablement postérieure à 167 av. J.-C., garde le souvenir d'un accord conclu entre Oinoanda et les cités lyciennes pour la perception des péages à Tlôs et à Cadyanda (en) : il s'agit probablement d'une voie de passage importante, parallèle à la vallée très encaissée du Xanthe, reliant Oinoanda et autres villes de l'intérieur à la Méditerranée. Le second point de l'accord porte sur l'exploitation des hautes terres limitrophes : la montagne appelée « Masa » est reconnue comme un territoire inaliénable de Tlôs mais les gens d'Oinoanda y obtiennent un droit de pâturage et d'exploitation du bois à condition de s'abstenir de labours et de constructions permanentes. Le terrain doit être délimité par la pose d'une série de bornes. Le texte sera gravé sur quatre stèles, une au temple de Léto, la seule conservée, les autres au temple d'Artémis à Tlôs, au temple de Zeus à Oinoanda et la quatrième dans un sanctuaire de la cité de Caunos. Selon les travaux de Fatih Onur, archéologue de l'université Akdeniz, le mont Masa s'identifie à l'actuel mont Hacıosman, également dans la municipalité de 
Seydikemer.

### Époque romaine
La Confédération lycienne est annexée par Rome en 43 de notre ère. Une inscription sur une borne milliaire du règne de Claude nomme les différents itinéraires routiers qui relient les villes de Lycie, dont Tlôs. Le territoire civique est divisé en dèmes dont trois portent des noms de héros homériques : Bellérophon, Iobatès et Sarpédon.
Au Ier siècle av. J.-C., on connaît à Tlôs une femme médecin, Antiochis. Au siècle suivant, la cité a un service d'archives dont le titulaire est un esclave offert par un nommé Apollonios de Patara contre la somme de 300 drachmes. 
Sous l'Empire romain, des communautés juives s'établissent en Asie mineure. Une inscription du Ier siècle est dédiée par Ptolémée fils de Leukios, archonte de la communauté juive, qui fait construire un tombeau collectif pour ses coreligionnaires : son usage est réservé aux Juifs et toute famille non juive qui l'utiliserait devrait payer une amende à la cité.
La cité est ravagée par un tremblement de terre en 141 ; elle est reconstruite avec l'aide d'un riche évergète, Opramoas (en) de Rhodiapolis. Un nouveau tremblement de terre la touche en 240.
De nombreuses tombes rupestres de différentes époques sont creusées dans les pentes rocheuses. Un stade est installé ainsi que des thermes, mentionnés dans l'inscription d'Opramoas.

### De la fin de l'Antiquité à nos jours
Avec la christianisation de l'Empire romain, Tlôs devient le siège d'un évêché dépendant de l'archidiocèse de Myre. Ses évêques assistent à plusieurs conciles en 451, 536, 692 et 879.
En 542, une Novelle de Justinien tranche une contestation de propriété entre un évêque de Tlôs et un diacre de Telmessos : cette décision est assez importante pour être inscrite dans la jurisprudence byzantine.
Au XIIIe siècle, Tlôs est une localité d'une certaine importance. Une église byzantine est construite sur l'emplacement des anciens thermes.
Le site est encore occupé pendant la période ottomane : un féodal turc (en) surnommé Kanlı Ali Ağa (« Ali le seigneur sanglant ») y établit son château au début du XIXe siècle. Il est ensuite abandonné et quand les archéologues européens le redécouvrent, il est couvert d'une épaisse forêt. Le site fait l'objet d'une première fouille autrichienne, dirigée par Otto Benndorf et George Niemann (de), dont les résultats sont publiés en 1884. Par la suite, le progrès de l'agriculture permet de dégager les vestiges. Les inscriptions et textes littéraires connus sur Tlôs sont publiés en 1930 et repris dans la Realencyclopädie en 1937.
Tlôs est un siège titulaire de l'Église catholique romaine, établi en 1732. Son premier évêque In partibus infidelium est Jérôme-Louis de Foudras de Courcenay, plus tard évêque de Poitiers. Parmi ses successeurs figure Charles-François Baillargeon, plus tard archevêque de Québec.

## Sources et bibliographie
- (en) Cet article est partiellement ou en totalité issu de l’article de Wikipédia en anglais intitulé « Tlos » (voir la liste des auteurs) dans sa version du 25 novembre 2022.
- (en) J. Rasmus Brandt, Life and Death in Asia Minor in Hellenistic, Roman and Byzantine Times, McMaster Biblical Studies Series, 2017, 432 p. (ISBN 978-1785703591, lire en ligne).
- Christian Le Roy, « Une convention entre cités en Lycie du Nord », Comptes rendus des séances de l'Académie des Inscriptions et Belles-Lettres, vol. 140, no 3,‎ 1996, p. 961-980 (lire en ligne).
- (en) Jonathan Numada, John and Anti-Judaism: Reading the Gospel in Light of Greco-Roman Culture, McMaster Biblical Studies Series, 2021, 302 p. (ISBN 978-1725298163, lire en ligne).
- Éric Raimond, « Tlos, un centre de pouvoir politique et religieux de l'âge du Bronze au IVe s. av. J.-C. », Anatolia Antiqua, vol. 10,‎ 2002, p. 113-129 (DOI 10.3406/anata.2002.976, lire en ligne).
- Louis Robert, « Tlos, un centre de pouvoir politique et religieux de l'âge du Bronze au IVe s. av. J.-C. », Journal des savants, no 4,‎ 2002, p. 241-258 (DOI 10.3406/jds.1983.1468, lire en ligne).